# Cordelia von den Steinen
Cordelia von den Steinen (Basilea, 12 aprile 1941) è una scultrice svizzera.

## Biografia
Nasce in Svizzera nella città di Basilea dove frequenta il liceo e la Scuola di Arte e Mestieri. Nel 1963 arriva a Milano e si iscrive all'Accademia di Brera dove ha come maestro il grande Marino Marini. Nel 1965 si trasferisce a Roma e qui, grazie ad una borsa di studio conferitale dal Museo d'Arte di Basilea, vi lavora per un anno.

A Carrara conosce nell'estate del 1966 Pietro Cascella, con cui successivamente convolerà a nozze. Lavora a Pietrasanta, a parte un anno di soggiorno a Parigi dove vive e lavora nella Cité des Arts, fino al 1977. Nel 1972 nasce il figlio Jacopo. Dal 1977 col marito e il piccolo Jacopo si trasferisce nel castello della Verrucola di Fivizzano.
Ha insegnato disegno e scultura, ha realizzato costumi teatrali e gioielli e sono tantissime le sue opere pubbliche e private, e nei musei, sparse in tutto il mondo. Ha ideato e promosso l'istituzione di Fuga dal Museo, museo diffuso dedicato all'arte scultorea di Pietro Cascella presente sul territorio di Pescara.

## Alcune mostre
- 1969 Basilea, "Dorf Galerie Riechen".
- 2009 Milano, "Museo di Arte Antica al Castello Sforzesco".
- 2010 Massa, "Palazzo Ducale".
- 2011 Venezia. "Esposizione internazionale d’arte della Biennale di Venezia"
- 2011 Zurigo. "Galleria Kunst im West"